# Josef Erni (Politiker, 1811)
Josef Erni (* 26. März 1811 in Triesen; † 11. Dezember 1882 in Vaduz) war ein liechtensteinischer römisch-katholischer Geistlicher und Landtagsabgeordneter.

## Biografie
Erni kam als Sohn des Johann Nepomuk Erni und dessen Frau Maria Barbara Kindle auf die Welt. Ab 1856 war Erni von Beruf Kurat in Ruggell. Im Jahr 1862 wurde er erstmals in den Landtag von Liechtenstein gewählt, dem er durchgehend bis 1878 angehörte. Im Jahr 1873 war er Pfarrer von Vaduz geworden. Bei der Landtagswahl im Mai 1882 wurde er von Fürst Johann II. zum Abgeordneten ernannt. Er starb allerdings im darauf folgenden Dezember, für ihn wurde Johann Baptist Büchel der Ältere ernannt. Dieser wurde auch neuer Pfarrer von Vaduz.